# Western (1997)
Western é um filme de drama francês de 1997 dirigido e coescrito por Manuel Poirier. 
Foi selecionado como represente da França à edição do Oscar 1998, organizada pela Academia de Artes e Ciências Cinematográficas.

## Elenco
- Sergi López - Paco Cazale
- Sacha Bourdo - Nino
- Élisabeth Vitali - Marinette
- Marie Matheron - Nathalie
- Daphné Gaudefroy - HitchasHiker
- Serge Riaboukine - Van Driver